# Bobore Ficumurisca
Bobore Ficumurisca (in italiano: Salvatore Fico d'India) è un testo tradizionale, i suoi versi divennero un canto d'autore di ispirazione folklorica e testimonianza del genere musicale del coro "alla nuoresa", un coro polifonico maschile.
La prima registrazione risale al 1965 e fu realizzata nel capoluogo barbaricino, durante un'esecuzione svolta dal Coro di Nuoro.

## Storia e contenuto
Il brano Bobore Ficumurisca fu composto da Francesco Ganga ai primi del Novecento ed è considerato un classico della scuola nuorese; anche in questo caso, come in Zia Tatana, si tratta di un brano profano anche se cantato sulla musica dei gosos. Tipico esempio della polifonia de sos croffarjos (confraternite religiose)  nata dalla commistione tra le antiche sonorità popolari con la musica sacra, che tanto ha influenzato la tradizione nuorese.

## Testo
Bobore Ficumurisca 

«Bobore cando si tuccat
	
pro falare a Badde Manna
	
a una manu jighe sa canna
	
e a s'attera su pischeddu.
	
Bidu l'hat un'aghideddu
	
e derettu si l'arriscat.

Bobore ficumurisca
	
siat nostru intercessore;
	
siat nostru intercessore
	
ficumurisca Bobore.

Ma su mere chi fit cubau
	
hat intesu s'istripittu;
	
mi lu derettat a piccu
	
e in palas lia pistat.
	
A Bobore juchen presu
	
e ligau a reste frisca.

Bobore ficumurisca
	
siat nostru intercessore;
	
siat nostru intercessore
	
ficumurisca Bobore.»

## Altri interpreti
- Coro Canarjos

## Discografia
- 1966 - "Sardegna canta e prega", Coro Barbagia, Vik  – (KSVP 206)
- 1971 - "Adios Nugoro amada", Coro di Nuoro, Joker  – (SM 3291)
- 1976, Canti della Sardegna, Coro Barbagia